# Аверина, Арина Алексеевна
Ари́на Алексе́евна Аве́рина (род. 13 августа 1998, Заволжье, Нижегородская область) — российская художественная гимнастка, член сборной команды России, Заслуженный мастер спорта, пятикратная чемпионка мира (2017, 2018, 2019, 2021), в том числе шестикратный серебряный призёр и пятикратный бронзовый призёр. девятикратная чемпионка Европы (2017, 2018, 2019, 2021), в том числе двукратная абсолютная чемпионка Европы (2018, 2021), бронзовый призёр чемпионата Европы. Двукратная чемпионка II Игр стран СНГ (2023). Трёхкратная абсолютная чемпионка России (2019, 2020, 2021).
У неё есть старшая сестра-близнец Дина Аверина, также художественная гимнастка, серебряный призёр Олимпийских игр (2020), восемнадцатикратная чемпионка мира и десятикратная чемпионка Европы, а также старшая сестра Полина Аверина, в настоящее время тренер по художественной гимнастике.
23 февраля 2024 года объявила о завершении спортивной карьеры.
В 2024 году приняла участие в новом сезоне шоу «Ледниковый период» в паре с фигуристом Владимиром Морозовым.

## Биография
Арина и ее сестра-близнец Дина родились 13 августа 1998 года в Заволжье. Арина родилась на 20 минут позже своей сестры-близнеца Дины. Арина и Дина начали заниматься гимнастикой с четырёх лет. До 12 лет Арина училась в обычной школе, но не со всем классом, а индивидуально по всем предметам (кроме музыки, рисования, физкультуры, труда и ОБЖ), как и её сестра. С 11 лет началась спортивная карьера. Первый тренер Арины и Дины — Лариса Белова. На гимнастику девочек привела мама и их старшая сестра Полина. Полина тоже занималась художественной гимнастикой, но бросила ради учёбы. С сентября 2011 года Арина тренируется в УТЦ «Новогорск». Её и Дину заметили на соревнованиях «Юный гимнаст», а после сборов в Хорватии пригласили в Центр олимпийской подготовки к тренеру Вере Шаталиной.

### 2014 год
С 2014 года Арина и Дина стали ездить на более серьёзные соревнования. Они приняли участие на Чемпионате Москвы, где Дина стала чемпионкой Москвы 2014 года, Арина была второй на этих соревнованиях. После, девочки поехали в Израиль, на Гран-При Холон 2014. На этот раз победила Арина, обойдя сестру лишь на 0.048 балла. Арина одна едет на «Балтийский обруч 2014» в Ригу, так как Вера Николаевна отправилась в Португалию с её сестрой. Несмотря на отсутствие тренера Арина Алексеевна занимает второе место в многоборье, а в финале соревнований с булавами и лентой берёт серебряную медаль, бронзовую за обруч и, наконец, золото в выступлении с мячом; завоевав, таким образом, 5 медалей. На Чемпионате России 2014 года в Пензе Арина выступает с травмой кисти. В многоборье, как и её сестра, призовых мест не занимает, но в финале выступления с мячом завоёвывает золотую медаль. В финале с обручем занимает только бронзу. В выступлении с булавами Арина Алексеевна берёт серебро. На этапе спартакиады в городе Раменском Арина становится первой. На «Luxembourg Trophy 2014» Арина занимает второе место в многоборье.

### 2015 год
В 2015 году выступает на ежегодном этапе Гран-при в Москве, где из-за досадной ошибки с лентой становится в многоборье лишь тринадцатой. На Весеннем Кубке в Красноярске выступает в финалах, завоевав две золотые медали (мяч, лента), одну серебряную (обруч) и одну бронзовую (булавы). На чемпионате Москвы занимает второе место в многоборье, уступив три балла сестре, отбирается на чемпионат России. В командном первенстве на чемпионате России в Пензе занимает первое место, становится второй в многоборье и пополняет свою копилку золотом в финалах с обручем и булавами, располагается на второй позиции с мячом и лентой. На международном турнире сеньорок в Пезаро становится первой в команде с Диной, а в финалах в отдельных видах завоёвывает два золото в упражнении с лентой и мячом. Настоящим триумфом для гимнастки стало выступление в Корбей-Эссон, где Арина завоёвывает пять золотых медалей из пяти возможных — за многоборье и все финалы. В финале с лентой Аверина разделила первую ступень пьедестала с сестрой. На международных турнирах в Будапеште и Софии Арина занимает в многоборье 3 и 2 места соответственно.

### 2016 год
С 2016 сезона сестёр и Арину в том числе начинают прямо называть «секретным оружием сборной» и сменой нынешним лидерам российской художественной гимнастики. На Дину и Арину возложена дополнительная ответственность, и весь сезон они доказывают своё право выступать на турнирах вместе с первыми номерами сборной. На этапе Гран-при в Москве Арина занимает третье место в многоборье, становится второй в булавах и первой в ленте. Её отправляют на Кубок Мира в Лиссабон, где она занимает пятое место в многоборье и второе в финале с лентой. На этапе Гран-при в Тье она занимает четвёртое место в многоборье, проходит в финалы с булавами и лентой. Следующим стартом стал чемпионат России, проходящий в Сочи. В командном многоборье Арина вместе с сестрой заняла высшую ступень пьедестала. В индивидуальном многоборье Арина становится четвёртой, уступая Дине пятнадцать сотых балла. В отдельных видах Арина завоёвывает серебро в мяче и бронзу в упражнении с обручем и с булавами. Также она становится четвёртой в финале с лентой. В Брно Арина занимает пятое место в многоборье.
На этапе Гран-при в Бухаресте Арина берёт серебро за многоборье, а в финалах повторяет второе место в финале с мячом и становится третьей в финалах с лентой и булавами. Следующим важным соревнованием для сестёр становится Кубок Мира в Софии. Арина занимает четвёртое место в многоборье, в обруче и булавах становится третьей. Из-за травмы она снимается с Кубка Мира в Берлине. В конце сезона она удачно выступает на Гран-при в Эйлате — третье место в многоборье и обруче, серебро в финале с лентой. Спортивный сезон 2016 Арина завершает вторым местом на Dalia Kutkaitė Cup, а затем участвует в клубном чемпионате Италии как приглашённая спортсменка, где помогает своей команде занять также второе место.

### 2017 год

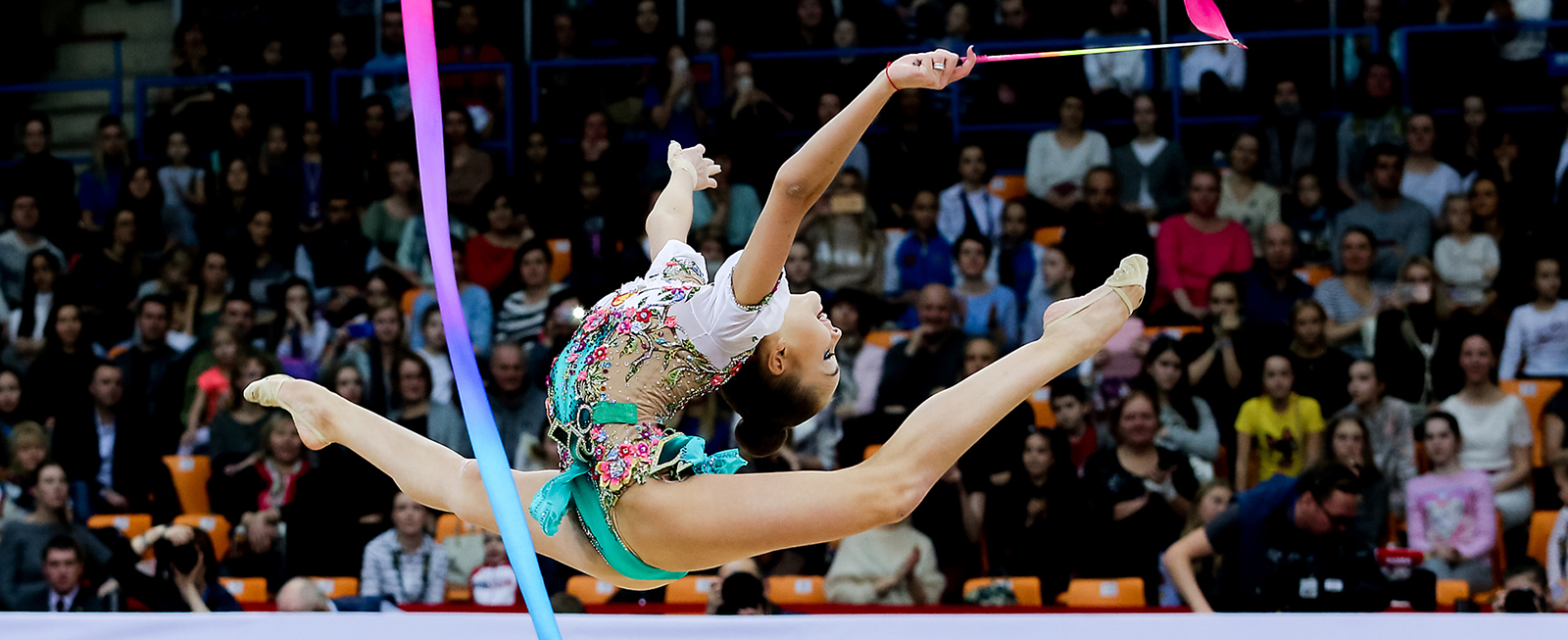
Арина на Гран-при Москвы 2017 года

Новый спортивный сезон становится для сестёр настоящим прорывом: они являются первыми номерами сборной России. Первым важным соревнованием традиционно становится этап Гран-при в Москве, где Арина становится третьей вслед за Диной и Александрой Солдатовой. На матчевой встрече Италия-Россия Арина занимает второе место и «пропускает» вперёд только сестру. На национальном чемпионате Арина Аверина вместе с Диной выигрывает командное многоборье, становится бронзовой призёркой индивидуального многоборья. В финалах становится трёхкратной чемпионкой России (мяч, булавы, лента) и вице-чемпионкой России в упражнении с обручем. На этапе Гран-при в испанской Марбелье Арина занимает второе место в многоборье, третье — в финалах с мячом и булавами. На Кубке Мира в Ташкенте Арина становится второй в индивидуальном многоборье, а в обруче, мяче и лента встаёт на высшую ступень пьедестала. На Кубке Мира в Баку она выигрывает многоборье и финал с обручем, становится серебряной призёркой в финале с мячом и лентой, бронзовой — в финале с булавами. Следующим важнейшим стартом становится чемпионат Европы в Будапеште, где Арина выступает безупречно — золото в командном многоборье, золото в финалах с мячом и булавами. После этого соревнования она выигрывает этап Гран-при в Холоне в индивидуальном многоборье и в финале с лентой, завоёвывает серебряную медаль в финале с мячом. Далее — Всемирные Игры во Вроцлаве, куда от России отправляются сестры Аверины. Арина на данных соревнованиях завоевала три золота (обруч. мяч, лента) и одну бронзу (булавы). World Challenge Cup в Казани становится генеральной репетицией чемпионата мира. Там Арина занимает второе место в многоборье, а в финалах завоёвывает для России два золота (мяч, лента), два серебра (обруч, булавы). Чемпионат мира в Пезаро сестры завершают триумфально, завоевав на двоих десять медалей, из них пять выиграла Арина: два золота (мяч, лента), два серебра (многоборье, обруч), одна бронза (булавы).

### 2018 год
В начале сезона сестры Аверины снова доказывают своё лидерство сборной. На Гран-При в Москве Арина становится второй, уступив сестре-близнецу Дине Авериной. На Гран-При в Тье в многоборье занимает пятое место, в финале с обручем становится второй, а также одерживает победу с булавами. На чемпионате России в Сочи из-за травмы Арина Аверина снялась с соревнований, выступив лишь с обручем на оценку 19.600. Но вместе с командой занимает первое, второе и третье место одновременно. Следующие соревнования — Кубок Мира в Пезаро, где Арина, допустив ошибки, не смогла встать на пьедестал и заняла четвёртую позицию. На этих же соревнованиях выиграла финал с обручем, заняла пятое место с булавами и третье с лентой. Далее — World Challenge Cup Гвадалахара, где в многоборье Аверина стала третьей, в финале с обручем и булавами опередила всех, а с лентой вновь стала бронзовым призёром. И на Гран-При в Холоне в многоборье с наивысшими оценками 21.150 за обруч и 20.550 за булавы смогла выиграть. В финале с обручем вновь стала первой, с мячом Арина заняла второе место, а в булавах и ленте седьмое и пятое, соответственно. Затем Аверины отправляются на чемпионат Европы в Гвадалахаре, где Арина с отрывом в два балла становится абсолютной чемпионкой Европы, Дина Аверина занимает вторую позицию.
Чемпионат мира 2018 в Софии окончился для спортсменки не самым лучшим образом. Золотую медаль Арина смогла получить только в командном зачёте в составе сборной России, став трёхкратной чемпионкой мира. В финалах с обручем и булавами допустила незначительные ошибки и завоевала две бронзы.
Упражнение с лентой в квалификации на Чемпионате Мира 2018 оказалось провальным для спортсменки, в котором она допустила две грубые ошибки. Сначала на ленте завязался узел, из-за чего ей пришлось воспользоваться запасным инвентарём, предоставляемым организаторами. Но во время броска вторая лента отцепилась от карабина, и в результате Арина вынуждена была использовать за одно выступление уже третий предмет.
Выступление Арины было оценено судьями всего в 13.800 балла, чего оказалось абсолютно недостаточно для попадания в финал соревнований, а также в решающую стадию индивидуального многоборья, где Россию представили Дина Аверина и Александра Солдатова.
Участвовала в шоу «Алексей Немов и легенды спорта» со своей программой с лентой, а также с сестрой в «Алина 2018» с показательным номером. В шоу «Без страховки» вместе с сестрой они исполнили номер «Близнецы».

### 2019 год
В 2019 году стала серебряным призёром в многоборье на этапе Гран-при по художественной гимнастике, который проходил в Москве.
На чемпионате Европы 2019 выступала в квалификации с обручем, мячом и булавами и взяла золотые медали в финалах с мячом и булавами, а также золото в командном зачёте. Допустив серьёзную потерю и взяв запасной предмет в квалификации с обручем, Арина не смогла отобраться в финал данного вида упражнения.
На чемпионате России 2019 Арина Аверина впервые в своей спортивной карьере стала абсолютной чемпионкой страны в финале многоборья, показав все упражнения на самом высоком уровне и получив рекордные оценки в упражнениях с мячом 24.000 и булавами 24.200, а также 23.300 за обруч и 22.300 за ленту. По сумме четырёх упражнений её оценка составила 93.800. Её сестра Дина заняла второе место с суммой 89.400. По итогам Чемпионата России 2019 Арина и Дина Аверины заработали путёвки на предстоящий чемпионат мира 2019 в Баку.

### 2020 год
В 2020 году на первом этапе Гран-при в Москве снялась с соревнований из-за травмы.
На чемпионате России в феврале в индивидуальном зачёте стала абсолютной чемпионкой.
В эстонском Тарту на втором этапе Гран-при Арина Аверина стала абсолютной чемпионкой, завоевав четыре золотые медали в упражнениях с лентой, мячом, обручем и булавами. Также она победила в многоборье.
На международном онлайн-турнире «Матчевые встречи 2020» завоевала золото в упражнение с мячом и серебро в обруче

### 2021 год
В начале года на чемпионате России становится третий раз подряд лидером в многоборье. На Олимпийских играх 2020 года, прошедших в августе 2021 года в Токио, заняла четвёртое место в личном многоборье.
На чемпионате мира в Японии завоевала два серебра и две бронзы, где уступила своей сестре Дине Авериной и белоруске Алине Горносько. В командном зачёте завоевала золотую медаль.

## Публичная деятельность
В феврале 2022 года вместе с сестрой появилась в рекламном ролике «Сбербанка».
18 марта 2022 года вместе с сестрой выступила в «Лужниках» на митинге-концерте в честь годовщины аннексии Крыма Россией под названием «Za мир без нацизма! Zа Россию! Zа Президентa». Как и другие спортсмены, сёстры были одеты в куртки с нашитой символикой российского вторжения на Украину «Z», однако при публикации фотографии в своём телеграм-канале они удалили этот знак, воспользовавшись фотошопом.

## Программы

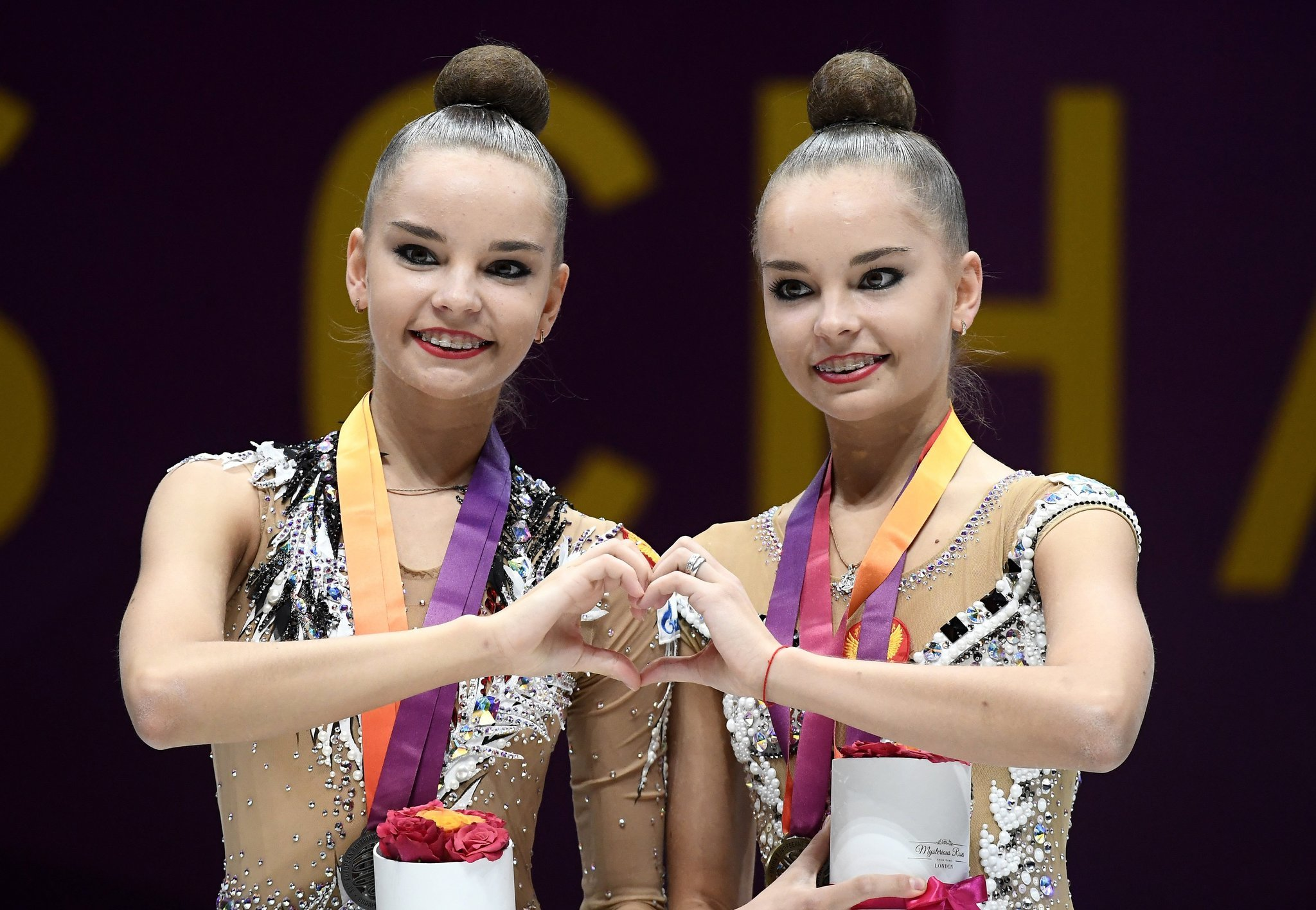
Арина и Дина на чемпионате Европы 2017

| Год  | Предмет    | Музыкальная композиция |
| ---- | ---------- | --- |
| 2023 | Обруч      | Another One Bites the Dust — Александр Джин |
| 2023 | Мяч        | Skyfall — Адель |
| 2023 | Булавы     | Alien's Office — Ара Маликян |
| 2023 | Лента      | Grandeamore — Il Volo |
| 2022 | Обруч      | Ego — Уилли Уильям |
| 2022 | Мяч (1)    | Kálmán: Die Csárdásfürstin / Act I - "Heia, heia, in den Bergen ist mein Heimatland — Анна Нетребко, Эммануэль Виллауме, Пражская филармония и Филармонический хор |
| 2022 | Мяч (2)    | Skyfall — Адель |
| 2022 | Булавы     | Евгений Онегин, соч. 24, действие III картина 1: No. 19, Полонез — П. И. Чайковский                                                                                |
| 2022 | Лента      | Voilà — Барбара Прави |
| 2021 | Обруч      | Жар-птица — Игорь Стравинский |
| 2021 | Мяч        | Ironside, Crane/White Lightning, Don't Let Me Be Misunderstood из фильма «Убить Билла» — Quincy Jones, Charles Bernstein & RZA, Santa Esmeralda                    |
| 2021 | Булавы (1) | Bella Ciao (Música Original de la Serie la Casa de Papel/Бумажный дом) — Manu Pilas                                                                                |
| 2021 | Булавы (2) | Bella Ciao — Горан Брегович, His Wedding, Funeral Orchestra |
| 2021 | Лента (1)  | Сегидилья из оперы «Кармен», композитор Жорж Бизе |
| 2021 | Лента (2)  | Время вперед! — Александр Ведерников и симфонический оркестр Российской филармонии, композитор Георгий Свиридов                                                    |
| 2021 | Gala       | you should see me in a crown — Билли Айлиш |
| 2020 | Обруч (1)  | Largo Al Factotum — Денис Мацуев и Филиппа Джордано |
| 2020 | Обруч (2)  | España Cañi — Андре Рьё и Иоганн Штраус, композитор Паскуаль Маркина Нарро                                                                                         |
| 2020 | Обруч (3)  | Жар-птица — Игорь Стравинский |
| 2020 | Мяч        | Ironside, Crane/White Lightning, Don't Let Me Be Misunderstood из фильма «Убить Билла» — Quincy Jones, Charles Bernstein & RZA, Santa Esmeralda                    |
| 2020 | Булавы (1) | Shema (Хава Нагила) — Лондонский фестивальный оркестр, хор Лондонского фестиваля, композитор Стэнли Блэк                                                           |
| 2020 | Булавы (2) | Bella Ciao (Música Original de la Serie la Casa de Papel/Money Heist) — Manu Pilas                                                                                 |
| 2020 | Лента (1)  | Время вперед! — Александр Ведерников и симфонический оркестр Российской филармонии, композитор Георгий Свиридов                                                    |
| 2020 | Лента (2)  | Сегидилья из оперы «Кармен», композитор Жорж Бизе |
| 2019 | Обруч      | Дон Кихот (Уличный танцор, Тореадор, Модерато, Морено) — Найден Тодоров и Оркестр Софийской национальной оперы                                                     |
| 2019 | Мяч        | Funiculi, Funicula — Рассел Уотсон |
| 2019 | Булавы     | Summer Wenzel |
| 2019 | Лента      | No. 12 In C Minor Revolutionary — Маурицио Поллини |
| 2018 | Обруч      | Баядерка (Акт 2 № 29) — Ричард Бонинджа |
| 2018 | Мяч (1)    | Toy — Netta |
| 2018 | Мяч (2)    | Architect of the mind — Керри Маззи |
| 2018 | Булавы     | Largo al factotum — Пьетро Спаньоли |
| 2018 | Лента      | Жар-птица — Игорь Стравинский |
| 2018 | Gala       | |
| 2017 | Обруч      | Покорение огня (увертюра) — Андрей Петров |
| 2017 | Мяч        | La Felicità — Simona Molinari, Peter Cincotti |
| 2017 | Булавы     | Live Is Life — Opus |
| 2017 | Лента      | Csárdás (венгерский народный танец) — Roby Lakatos |
| 2017 | Gala (1)   | Me Too — Меган Трейнор |
| 2017 | Gala (2)   | Жар-птица — Игорь Стравинский |
| 2016 | Обруч      | Soul Sacrifice — Santana |
| 2016 | Мяч        | Hava Nagila — Лондонский фестивальный оркестр & Chorus |
| 2016 | Булавы     | Ах вы, сени, мои сени — Марина Девятова |
| 2016 | Лента      | Paquita: Pas De Deux — Лондонский симфонический оркестр |
| 2015 | Обруч      | Asturias — Исаак Албениз |
| 2015 | Мяч        | ACT III: (Quiteria's Variation) |
| 2015 | Булавы     | Ах вы, сени, мои сени — Марина Девятова |
| 2015 | Лента      | Paquita: Pas De Deux — Лондонский симфонический оркестр |
| 2014 | Обруч      | Volare, Bang Bang, Quien Como Tu — JJ Vianello, Tito Nieves, Enzo Diaz                                                                                             |
| 2014 | Мяч        | Capone — Ронан Хардиман |
| 2014 | Булавы     | Livin' la Vida Loca — Рики Мартин |
| 2014 | Лента      | Rio Rita — Dj Valer Orchestra |

## Спортивные достижения
| Взрослые | Взрослые                            | Взрослые   | Взрослые | Взрослые | Взрослые | Взрослые | Взрослые | Взрослые |
| Год | Турнир                              | Многоборье | Команда  | Обруч    | Мяч      | Булавы   | Лента    |          |
| --- | ----------------------------------- | ---------- | -------- | -------- | -------- | -------- | -------- | -------- |
| 2021 | Чемпионат мира                      | 3-е        | 1-e      | 6-е      | 2-е      | 2-е      | 3-е      |          |
| 2021 | Olympico Cup                        | 2-е        |          | 1-e      | 2-е      | 1-e      | 3 (ОС)   |          |
| 2021 | Олимпийские игры                    | 4-е        |          |          |          |          |          |          |
| 2021 | Чемпионат Европы                    | 1-е        |          |          |          |          | 3-е      |          |
| 2020 | Гран-при Тарту                      | 1-е        |          | 1-е      | 1-е      | 1-е      | 1-е      |          |
| 2019 | Чемпионат мира                      | 2-е        | 1-е      |          | 2-е      | 4-е      |          |          |
| 2017 | Чемпионат мира                      | 2-е        |          | 2-е      | 1-е      | 3-е      | 1-е      |          |
| 2017 | Кубок мира Казань                   | 2-е        |          | 2-е      | 1-е      | 2-е      | 1-е      |          |
| 2017 | Всемирные игры                      |            |          | 1-е      | 1-е      | 3-е      | 1-е      |          |
| 2017 | Гран-при Холон                      | 1-е        |          | 3-е (Q)  | 2-е      | 3-е (Q)  | 1-е      |          |
| 2017 | Чемпионат Европы                    |            | 1-е      |          | 1-е      | 1-е      |          |          |
| 2017 | Кубок мира Баку                     | 1-е        |          | 1-е      | 2-е      | 3-е      | 2-е      |          |
| 2017 | Кубок мира Ташкент                  | 2-е        |          | 1-е      | 1-е      | 9-е (Q)  | 1-е      |          |
| 2017 | Гран-при Марбелья                   | 2-е        |          | 5-е (Q)  | 3-е      | 3-е      | 8-е (Q)  |          |
| 2017 | Desio Italia Trophy                 | 2-е        | 1-е      |          |          |          |          |          |
| 2017 | Гран-при Москва                     | 3-е        |          | 8-е (Q)  | 3-е (Q)  | 4-е (Q)  | 2-е      |          |
| 2016 | Гран-При Москва                     | 2-е        |          |          |          |          |          |          |
| 2016 | Гран-при Финал                      | 3-е        |          | 2-е      | 3-е (Q)  | 6-е (Q)  | 2-е      |          |
| 2016 | Кубок мира Берлин                   | WD         |          | 11-е (Q) | 5-е (Q)  | WD       | WD       |          |
| 2016 | Кубок мира София                    | 4-е        |          | 3-е      | 4-е      | 3-е      | 6-е      |          |
| 2016 | Гран-при Бухарест                   | 2-е        |          | 4-е      | 2-е      | 3-е      | 3-е      |          |
| 2016 | Гран-при Брно                       | 5-е        |          | 4-е (Q)  | 12-е (Q) | 4-е (Q)  | 6-е (Q)  |          |
| 2016 | Гран-при Тье                        | 5-е        |          | 11-е (Q) | 5-е (Q)  | 4-е      | 4-е      |          |
| 2016 | Кубок мира Лиссабон                 | 5-е        |          | 17-е (Q) | 4-е      | 12-е (Q) | 2-е      |          |
| 2016 | Гран-при Москва                     | 3-е        |          | 7-е (Q)  | 6-е (Q)  | 2-е      | 1-е      |          |
| 2015 | Dundee Cup                          | 2-е        |          |          |          |          |          |          |
| 2015 | MTK Budapest Cup                    | 3-е        |          | 2-е      | 3-е      | 6-е (Q)  | 5-е (Q)  |          |
| 2015 | Corbeil-Essonnes International      | 1-е        |          | 1-е      | 1-е      | 1-е      | 1-е      |          |
| 2015 | International Tournament of Pesaro  |            | 1-е      |          | 1-е      |          | 1-е      |          |
| 2014 | EWUB Luxembourg Trophy              | 2-е        |          | 2-е (Q)  |          |          | 2-е (Q)  |          |
| 2014 | Baltic Hoop                         | 2-е        |          | 3-е      | 1-е      | 2-е      | 2-е      |          |
| 2014 | Гран-При Холон                      | 1-е        |          | 1-е      | 1-е      | 2-е (OC) | 2-е      |          |
| 2014 | Алина 2014                          | 2-е        |          |          |          |          |          |          |
| Международные: Юниоры |                                     |            |          |          |          |          |          |          |
| Год | Турнир                              | Многоборье | Команда  | Обруч    | Мяч      | Булавы   | Лента    |          |
| 2013 | Happy Caravan Cup                   |            | 1-е      | 1-е      |          |          |          |          |
| 2012 | MTM Любляна                         |            | 1-е      |          |          |          |          |          |
| 2012 | Venera Cup                          | 3-е        |          | 2-е      | 3-е      | 3-е      | 3-е      |          |
| 2012 | Гран-при Москва                     |            | 4-е (OC) |          |          |          |          |          |
| 2011 | Российско-Китайские молодёжные игры | 5-е        |          |          |          |          |          |          |
| Национальные |                                     |            |          |          |          |          |          |          |
| Год | Турнир                              | Многоборье | Команда  | Обруч    | Мяч      | Булавы   | Лента    |          |
| 2021 | Чемпионат России                    | 1-е        |          | 1-е      | 1-е      | 2-е      | 2-е      |          |
| 2020 | Чемпионат России                    | 1-е        |          |          |          |          |          |          |
| 2019 | Чемпионат России                    | 1-е        | 2        |          |          |          |          |          |
| 2017 | Чемпионат России                    | 3-е        | 1-е      | 1-е      | 1-е      | 2-е      | 1-е      |          |
| 2016 | Чемпионат России                    | 4-е        | 1-е      | 2-е      | 4-е      | 3-е      | 3-е      |          |
| 2015 | Чемпионат России                    | 2-е        | 1-е      | 2-е      | 2-е      | 1-е      | 1-е      |          |
| 2014 | Чемпионат России                    | 7-е        | 1-е      | 1-е      | 4-е      | 3-е      | 2-е      |          |
| 2013 | Чемпионат России среди юниоров      | 5-е        |          |          |          |          |          |          |
| 2012 | Чемпионат России среди юниоров      | 11-е       |          |          |          |          |          |          |
| 2011 | Чемпионат России среди юниоров      | 9-е        |          |          |          |          |          |          |
| Q = в квалификации (без выступления в финале соревнования из-за ограничения 2-х гимнасток из одной страны или только 8-и с высшим результатом); WR = Мировой рекорд; WD = снялась с состязаний из-за травмы 'OC = вне зачёта (участвовала в соревновании, но баллы не засчитывались) |                                     |            |          |          |          |          |          |          |

## Награды
- Медаль ордена «За заслуги перед Отечеством» II степени (24 августа 2021 года) — за большой вклад в развитие физической культуры и спорта[7].
- Заслуженный мастер спорта России (2017)[8].
- Мастер спорта России международного класса (2014)[9].